# Robert voor beste regisseur
De Robert voor beste regisseur is een filmprijs die jaarlijks op de Robertfest uitgereikt wordt door de Danmarks Film Akademi. 

## Winnaars
| Jaar | Regisseur                       | filmtitel                   |
| ---- | ------------------------------- | --------------------------- |
| 2001 | Per Fly                         | Bænken                      |
| 2002 | Ole Christian Madsen            | En kærlighedshistorie       |
| 2003 | Nils Malmros                    | At kende sandheden          |
| 2004 | Per Fly                         | Arven                       |
| 2005 | Nikolaj Arcel                   | Kongekabale                 |
| 2006 | Per Fly                         | Drabet                      |
| 2007 | Niels Arden Oplev               | Drømmen                     |
| 2008 | Peter Schønau Fog               | Kunsten at græde i kor      |
| 2009 | Henrik Ruben Genz               | Frygtelig lykkelig          |
| 2010 | Lars von Trier                  | Antichrist                  |
| 2011 | Tobias Lindholm en Michael Noer | R                           |
| 2012 | Lars von Trier                  | Melancholia                 |
| 2013 | Nikolaj Arcel                   | En kongelig affære          |
| 2014 | Thomas Vinterberg               | Jagten                      |
| 2015 | Lars von Trier                  | Nymphomaniac Director's Cut |
| 2016 | Martin Zandvliet                | Under sandet                |
| 2017 | Christian Tafdrup               | Forældre                    |